# Sibirischer Goldkolben
Der Sibirische Goldkolben (Ligularia sibirica) ist eine Pflanzenart aus der Gattung der Goldkolben (Ligularia) innerhalb der Familie der Korbblütler (Asteraceae).

## Beschreibung

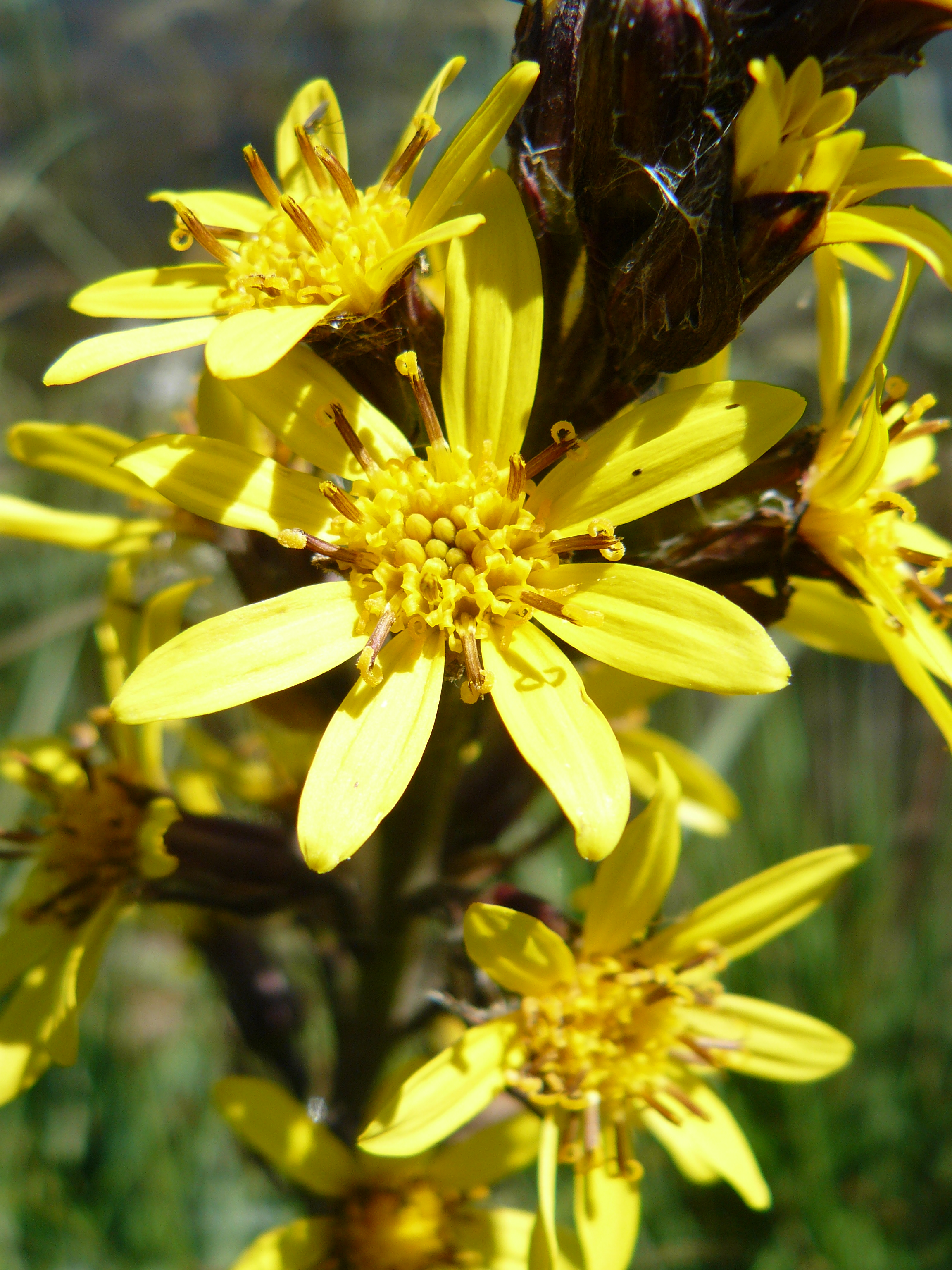
Blütenkörbchen

### Vegetative Merkmale
Der Sibirische Goldkolben wächst als ausdauernde krautige Pflanze, die Wuchshöhen von 0,5 bis zu 1,5 Metern, vereinzelt bis zu 2 Metern erreicht. Das Rhizom ist kurz und dick. Die aufrechten, unverzweigten Stängel sind im unteren Bereich spärlich beblättert und besitzen oben braunrote Schuppenblätter.
Vor der Entwicklung der Blütenstände werden viele grundständigen Laubblätter in einer Halbrosette gebildet. Die Laubblätter sind in einen langen Blattstiel und ein Blattspreite gegliedert. Die Spreite der unteren Laubblätter ist bei einer Länge von 10 bis 15 Zentimetern sowie einer Breite von 8 bis 12 Zentimetern tief herzförmig-dreieckig bis fast pfeilförmig, mit scharf gezähnten Blattrand. Die untersten Blätter sind lang gestielt, die nächsten darüber viel kleiner und kurz gestielt, darüber nur noch scheidige, braunrote Schuppenblätter.

### Generative Merkmale
Die Blütezeit erstreckt sich von Ende Juni bis September. In einem endständigen, 3 bis 5 Zentimeter breiten, ährigen Gesamtblütenstand sind kurz gestielte, körbchenförmige Teilblütenstände zusammengefasst. Die Körbchen sitzen in den Achseln von lanzettlichen Tragblättern. Jedes Körbchen hat zwei lineal-lanzettliche Außenhüllblätter. Die Hülle ist walzenförmig, 15 bis 20 Millimeter lang und besteht aus acht bis zehn breit-lanzettlichen, am Rand häutigen, einander überdeckenden und rot überlaufenen Hüllblättern.
Die Blütenkörbchen enthalten jeweils acht bis zehn gold-gelbe Zungenblüten, die 15 bis 20 Millimeter lang und 3 bis 5 Millimeter breit und mit drei Kronzähnen enden. Die Scheibenblüten haben zurückgeschlagene Kronzipfel.
Die Achänen sind 4 Millimeter lang. Der Pappus ist schmutzig-weiß und länger als die Achäne.

## Ökologie
Die Achänen sich durch den Wind ausgebreitet.

## Vorkommen
Der Sibirische Goldkolben ist in der kontinentalen Gebieten Eurasiens verbreitet. Er ist an feuchte Standorte gebunden. Das Hauptverbreitungsgebiet ist der europäische Teil Russlands und die Sibirische Taiga-Zone. Das Vorkommen reicht im Osten bis Jakutien und bis zur Südküste des Ochotskischen Meeres. Im Westen sind die Teilareale disjunkt. Es gibt unter anderem Vorkommen in den Ostpyrenäen, im französischen Zentralmassiv, in Niederösterreich, Tschechien und in den Karpaten.
Das einzige österreichische Vorkommen befindet sich in einem Kalkflachmoor bei Berndorf und wurde erst 1957 entdeckt. In diesem einen Fall ist nicht klar, ob es sich um ein Glazialrelikt oder um eine Neueinbürgerung handelt. In Österreich ist der Sibirischer Goldkolben als „stark gefährdet“ eingestuft.

## Systematik
Synonyme für Ligularia sibirica (L.) Cass. sind Cineraria sibirica (L.) L., Senecio ligularia Hook. f., Senecio sibiricus (L.) L. f.
Je nach Autor gibt es mehrere Unterarten:
- Ligularia sibirica subsp. abakanica (Pojark.) E.Wiebe: Sie kommt in Sibirien in der Region Krasnojarsk und Region Altai vor.
- Ligularia sibirica subsp. arctica (Pojark.) V.G.Sergienko: Sie kommt in Nordrussland und in Sibirien vor.
- Ligularia sibirica subsp. lydiae (Minderova) Tzvelev: Sie kommt in Baltikum und im nordwestlichen  europäischen Russland vor.
- Ligularia sibirica (L.) Cass. subsp. sibirica: Sie kommt vom östlichen Mitteleuropa bis China und in Pakistan vor.

Nicht mehr hierher wird gerechnet:
- Ligularia sibirica subsp. speciosa (Schrad.) DC. => Ligularia fischeri (Ledeb.) Turcz.

## Nutzung
Der Sibirische Goldkolben wird als Zierpflanze verwendet. Die Laubblätter können gekocht gegessen werden.